# The Weight of Elephants
The Weight of Elephants er en film instrueret af Daniel Joseph Borgman efter eget manuskript.

## Handling
Tre børn i en naboby er blevet bortført. For den 11-årige Adrian, der tilbringer sine dage alene med at fantasere om alle de ting, som på en gang tiltrækker og skræmmer ham, sætter det gang i forestillingerne. Adrian, der er forældreløs og bor sammen med sin bedstemor og sin nedbrudte onkel i en stille, lille by i New Zealand, ser verden hastigt ændre sig. Hans bedste ven, Clinton, dropper ham til fordel for skolens seje drenge, hans onkel opfører sig tiltagende underligt, og en familie flytter ind ved siden af. Adrian indleder et venskab med sin nye nabo, den jævnaldrende Nicole, en vild og særpræget pige med en mystisk fortid.